# معاهدة باريس (1259)
معاهدة باريس (بالفرنسية: Traité de Paris)‏ (المعروفة أيضًا باسم معاهدة ألبفيل) هي معاهدة بين لويس التاسع من فرنسا وهنري الثالث ملك إنجلترا، تم الاتفاق عليها في 4 ديسمبر 1259، منهية بذلك 100 عام من الصراعات بين سلالة أسرة كابيه والبلانتاجانت.